# Kevin Cooper (Fußballspieler)
Kevin Lee Cooper (* 8. Februar 1975 in Derby) ist ein ehemaliger englischer Fußballspieler und heutiger -trainer. Er war selbst zuvor Profi, wo er zumeist als linker Flügelspieler fungierte. Er war größtenteils in der zweiten englischen Liga aktiv.

## Sportlicher Werdegang
Cooper wurde nach erfolgreicher Jugendausbildung in die Profiabteilung seines Heimatklubs Derby County befördert, blieb dort aber mit lediglich fünf Pflichtspieleinsätzen hinter den Erwartungen zurück. Sein vorläufiges sportliches Glück fand der mittlerweile 22-jährige Mittelfeldakteur erst im Frühjahr 1997 beim Drittligisten Stockport County, wo er knapp zwei Jahre nach seinem Ligadebüt für Derby am 7. Mai 1995 gegen den FC Watford (1:2) auf Leihbasis bis zum Ende der Spielzeit 1996/97 zwölf Meisterschaftspartien bestritt – dabei schoss er bei seinem Einstand den Siegtreffer zum 1:0-Erfolg gegen Crewe Alexandra, ließ später noch zwei weitere Tore folgen und stieg mit dem Klub am Ende in die zweithöchste Spielklasse Englands auf. Im Sommer einigten sich die Klubs auf einen dauerhaften Transfer und für 150.000 Pfund wechselte Cooper endgültig in den Edgeley Park.
Fast vier Jahre verbrachte der Flügelspieler, der sich mit seinen Stärken im Flankenspiel und Dribbling einen Namen machte, bei „County“ in der zweitklassigen First Division und bestritt bis März 2001 weitere 173 Pflichtspiele. 15 Monate vor dem Vertragsende wechselte er dann für 800.000 Pfund zum FC Wimbledon, der im Gegensatz zum „Kellerkind“ Stockport County Ambitionen in Richtung Premier League verfolgte. Der Aufenthalt bei den „Dons“ dauerte jedoch nur ein Jahr und nach zehn Treffern im Verlauf der Spielzeit 2001/02 – die beste Ausbeute in seiner Karriere – schloss er sich im März 2002 für eine Million Pfund erneut seinem Ex-Trainer aus Stockport Dave Jones an, der mittlerweile für den Zweitligakonkurrenten Wolverhampton Wanderers verantwortlich war. Ein Angebot des Konkurrenten West Bromwich Albion hatte er kurz zuvor ausgeschlagen.
Cooper vertrat bei den „Wolves“ in den verbleibenden Spielen der Saison 2001/02 den verletzten Iren Mark Kennedy. Dabei konnte er nicht verhindern, dass der Klub noch von einem direkten Aufstiegsplatz in die Play-off-Zone abrutschte und dort in den Entscheidungsspielen an Norwich City scheiterte, wobei er im Rückspiel noch einen spektakulären Weitschusstreffer zum 1:0-Endstand erzielt hatte, der jedoch angesichts der vorausgegangenen 1:3-Niederlage nicht ausreichte. Ein Jahr später holte der Klub den Premier-League-Aufstieg nach, wenngleich Cooper trotz regelmäßiger Einsätze während dieser Zeit kein Stammspieler mehr war. In der englischen Eliteklasse absolvierte Cooper zum Beginn der Saison 2003/04 bei der 0:4-Heimniederlage gegen Charlton Athletic lediglich einen Einsatz als Einwechselspieler und erst im neuen Jahr 2004 sammelte er bei den Zweitliga-Leihklubs AFC Sunderland und Norwich City wieder Spielpraxis. In Norwich agierte er zehn Mal für die „Canaries“ an der Seite seines ehemaligen Wolves-Mannschaftskameraden Marc Edworthy und gewann am Ende die Zweitligameisterschaft. Im Sommer 2003 kehrte Cooper zum frisch in die zweite Liga abgestiegenen Klub aus Wolverhampton zurück und fand sich nun wieder häufiger in der dortigen Mannschaft wieder. Dennoch bat er im Mai 2005 um eine Transferfreigabe und heuerte einen Monat später ein drittes Mal bei einem von Dave Jones trainierten Verein an – beim walisischen Cardiff City, der wie Wolverhampton in der zweitklassigen Football League Championship vertreten war.
Auf Anhieb war Cooper beim walisischen Hauptstadtklub Stammspieler und bestritt in der Saison 2005/06 insgesamt 38 Pflichtpartien. Diesen Status konnte er sich jedoch nicht erhalten und bereits in der anschließenden Runde 2006/07 lieh ihn sein neuer Verein zunächst an den Drittligisten Yeovil Town und im Februar 2007 in die Football League Two an den FC Walsall aus. Danach fand sich Cooper auf der Transferliste wieder und nachdem ein Vereinswechsel nicht zustande kam, wurde er in den Reservekader der „Bluebirds“ zurückgestuft. Erst im Oktober 2007 half er wieder bei den Tranmere Rovers in einer Profimannschaft aus, wo er für einen Monat der langzeitverletzten Steve Davies vertrat. Am 1. Februar 2008 lösten Cardiff City und Cooper den beiderseitigen Vertrag auf und nur eine Woche später fand der mittlerweile 33-Jährige mit dem Viertligisten FC Chesterfield einen neuen Arbeitgeber bis zum Ende der Saison 2007/08. Zu einer Verlängerung des Kontrakts kam es im Sommer 2008 aber nicht mehr; stattdessen ging es zu Newport County in die Conference South, eine von zwei englischen Spielklassen der sechsten Ebene. Dort blieb er bis Oktober 2009.
Im Januar 2010 heuerte Cooper beim Neath AFC in der höchsten walisischen Spielklasse an.

## Trainerkarriere
Nach seiner Aktivkarriere wurde Cooper Trainer bei Bedfont Town, anschließend trainierte er die U-21 von Cardiff City. Am 20. Mai 2014 wurde dann bekannt, dass er Trainer und Sportdirektor bei der ersten Mannschaft des Schweizer Traditionsvereins Servette FC Genève wird, wo mit Julian Jenkins ein Bekannter aus Cardiff-Zeiten gerade das Ruder als CEO übernommen hatte. Anfang November 2015 wechselte er als Nachfolger von Fuat Çapa zum FC Wil, Verein und Trainer trennten sich aber bereits am Saisonende wieder.
Im Januar 2017 wurde Cooper als Co-Trainer von Dave Jones, der die Nachfolge von Craig Hignett antrat, vom Viertligisten Hartlepool United unter Vertrag genommen. Bereits im April 2017 trennte sich Hartlepool wieder vom gesamten Trainerstab.